# Zweirad-Einkaufs-Genossenschaft
Die Zweirad-Einkaufs-Genossenschaft (ZEG) ist eine Einkaufsgemeinschaft von 1100 Fahrradgeschäften in Europa, davon 600 in Deutschland und 37 in Österreich. Der Sitz der Genossenschaft befindet sich in Köln.

## Geschichte
Die ZEG wurde 1966 von Bernhard Lakämper († 2004), Hans Krämer, Lisa Ludwigs († 24. März 2016), Paul Jung, Otto Dürr und drei weiteren Zweiradfachhändlern gegründet. Das Ziel war, gemeinsam günstigere Einkaufsmöglichkeiten für den Fahrradeinzelhandel zu schaffen. Im ersten Jahr schlossen sich 95 Händler an und es wurden 2,2 Mio. DM Umsatz erwirtschaftet. 1978 wurden die ersten eigenen Laufräder hergestellt.
Mit NSU-Rubin wurde 1983 die erste Eigenmarke auf den Markt gebracht, die mit 55.000 verkauften Fahrrädern innerhalb eines Jahres ein großer Erfolg war. In den folgenden Jahren wuchs die ZEG immer weiter. 1980 lag der Umsatz bei 100 Millionen DM (51 Mio. Euro).
1994 traten der ZEG erstmals auch Fahrradfachhändler außerhalb Deutschlands bei. Zunächst schlossen sich Händler aus den Niederlanden an, 1999 traten Fahrradfachhändler aus Belgien, Österreich und der Schweiz der Genossenschaft bei. 2002 folgten schließlich französische und 2004 italienische Händler. Mit Veloland übernahm die ZEG 2008 in Frankreich eine Händlergruppe, unter deren Namen die ZEG seither in Frankreich auftritt. 2009 kamen Fahrradfachhändler aus Litauen, Lettland, Estland und Polen hinzu. Im Jahr 2014 machte die ZEG mit etwa 110 Mitarbeitern einen Umsatz von 543 Mio. Euro.

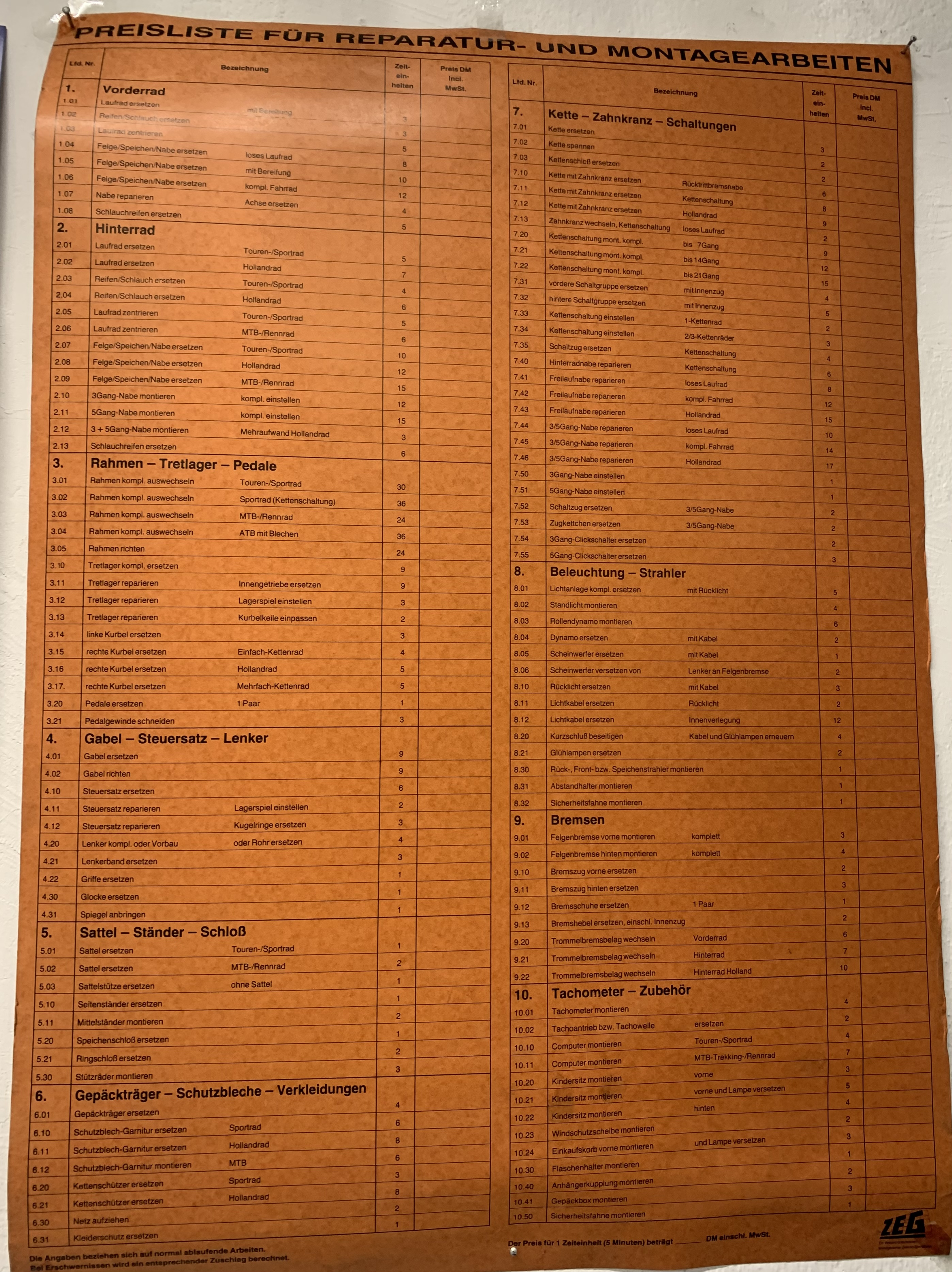
Alte ZEG-Preisliste für Reparatur- und Montagearbeiten (1980er Jahre)

Seit 1983 agiert die ZEG nicht mehr nur als Einkaufsgenossenschaft, sondern tritt mit eigenen Marken zudem als Hersteller auf dem Fahrradmarkt auf, wobei die unterschiedlichen Marken auf unterschiedliche Bereiche ausgerichtet sind. Seit 1988 besteht ein Ergebnisabführungsvertrag mit dem Unternehmen Paul Nettersheim. 2002 gab es alleine in Deutschland 900 Fachgeschäfte. Im selben Jahr wurde das aktuelle Logo eingeführt. Von 2000 bis 2009 verkaufte die ZEG auch direkt Fahrräder an Endkunden über ihren eigenen Onlineshop.
Bis in die 2010er Jahre wurden von der ZEG auch Motorroller unter der Marke Pegasus verkauft. Von 1998 bis 2001 veröffentlichten sie das Magazin Sportrad. 2016 wurde das Magazin Pegasus ins Leben gerufen. Seit 2019 erscheint das Magazin We+Bike zweimal im Jahr.
Für zahlreiche Produkte besitzt die ZEG die exklusiven Vertriebsrechte, so z. B. für die Falträder der Marke Dahon (bis 2018) oder die Rennräder der italienischen Marke Pinarello. Die Fahrräder der Eigenmarken Pegasus, Bulls und Yazoo werden in Vietnam und Kambodscha hergestellt.

Über die Jahre übernahm die ZEG verschiedene Marken. 2014 wurde die Marke Hercules von der Accell Group erworben.

Altes ZEG-Logo (ca. 1970er Jahre)

Seit 2013 gehört die Fahrradmanufaktur Wanderer zur ZEG. Im Dezember 2015 übernahm die ZEG die in Rilchingen-Hanweiler (Saarland) ansässige Fahrradsparte des zu diesem Zeitpunkt im Insolvenzverfahren befindlichen Herstellers Kettler. 2017 übernahm die ZEG den Schweizer E-Bike-Hersteller Biketec AG (Marke Flyer), der inzwischen in FLYER AG umbenannt worden ist. Im selben Jahr wurde zusammen mit BMW der erste E-Scooter vorgestellt. 2023 übernahm die ZEG die Marke Rixe von Kalkhoff.
2016 stieg die ZEG in das Fahrradverleihgeschäft ein und erweiterte sich in die Schweiz. Gleichzeitig gab man bekannt, zukünftig nicht mehr auf der Messe Eurobike vertreten zu sein. 2019 kehrte das Unternehmen wieder dorthin zurück. Im selben Jahr entwickelte man zusammen mit dem TÜV Nord erstmals einheitliche Qualitätsstandards für Fahrradwerkstätten.
2018 wurden erstmals Pedelecs mit ABS vorgestellt. Von 2017 bis 2019 betrieb man die Website E-Bike.com, die über Pedelecs aufklärte. Auf Grund von Rückgang des Absatzes um 50 % bei der Marke Flyer entließ die ZEG den Großteil der Mitarbeiter in Huttwil und plant die Produktion aus der Schweiz zu verlegen. Nur die Verwaltung soll dort noch stattfinden.

## Zur ZEG gehörende Marken
Gelistet sind nur die aktuell aktiv genutzten Marken.

### Fahrräder

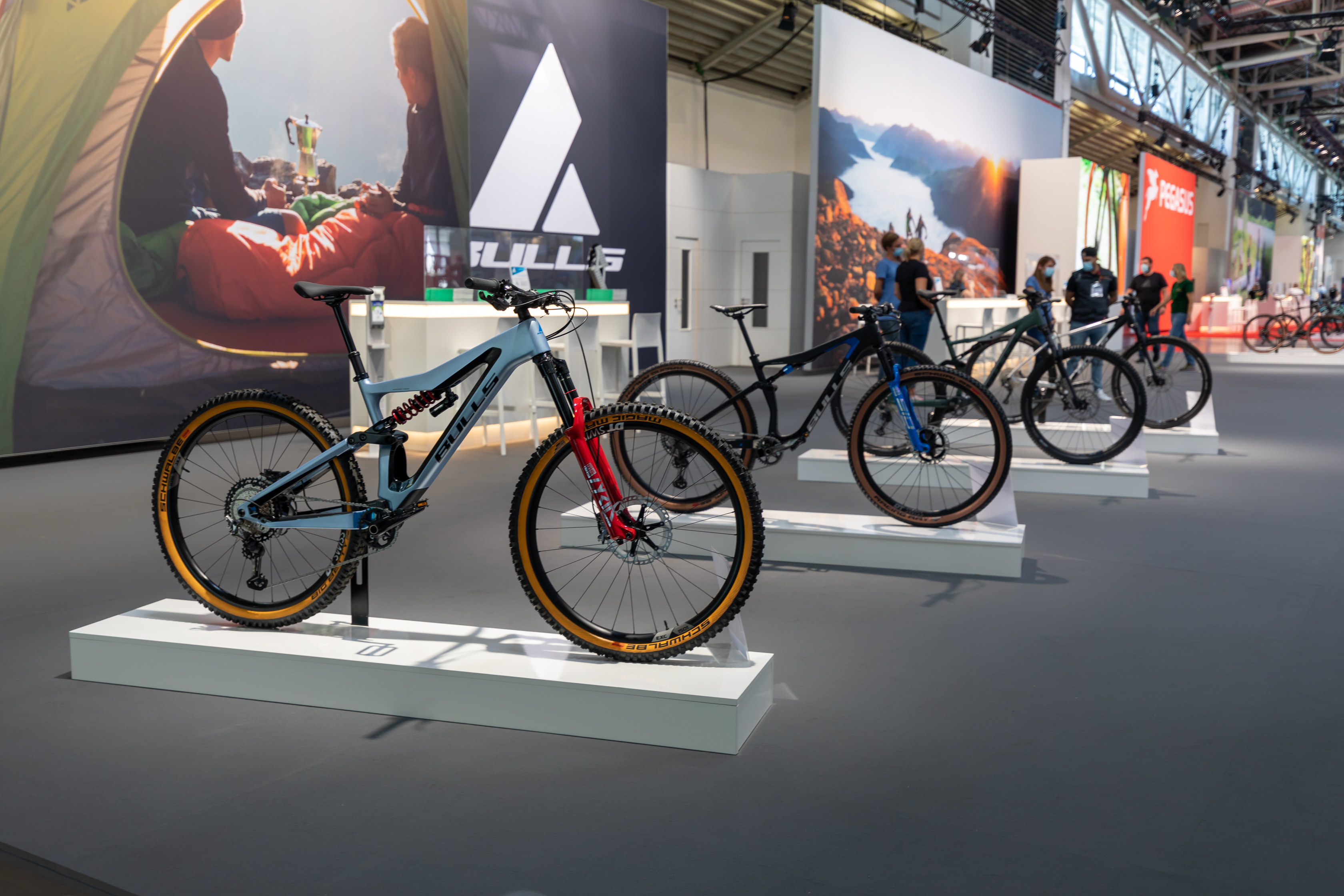
Verschiedene Mountainbikes der Marke Bulls

- Pegasus (seit 1984)[27] – City und Trekking sowie Pedelec
- A.N.T.[28] – Lastenrad
- Bulls (seit 1995, früher: BULL[29]) – Mountainbike, Rennrad, Crossbike, BMX und Dirt/Slalom
- Fish Bone – BMX
- Flyer – Pedelec
- Hercules – Trekking und E-Faltrad
- i:SY – Kompaktrad
- Katagra
- Kettler – City
- Rixe
- Simplex – Cityräder
- Wanderer
- Yazoo – Kinder und Jugend
- Zemo – Pedelec

KTM und Derby Cycle bauen ZEG-Exklusivmodelle.

### Zubehör
- Apura – Bekleidung
- Centano – Fahrradcomputer
- I-Rack – Gepäckträgersystem
- Fuxon – Lampen, Schlösser etc.
- Monkey Link – innovatives Befestigungssystem
- NorthWind – Taschen
- Styx – Reifen und Vorbauten

### Weitere Bereiche
- ZEG IT-Service GmbH – Softwareentwicklung und Anwendungsbetreuung
- Travelbike – Vermietung
- BikeArena – Verkaufskette
- Veloland – Verkaufskette
- Der Zweirad Experte – Verkaufskette
- Der Kleine Biker – Onlineshop
- We+Bike – Magazin

## Sponsorenaktivitäten
Seit 2007 wird das Mountainbike-Team Team BULLS von der ZEG gesponsert.

## Weiteres

### Rückrufe
- 2005 musste der Flyke-Kindertrailer nach Tests der Stiftung Warentest und des Kraftfahrtbundesamts eingestellt und zurückgerufen werden, da Lebensgefahr bei Benutzung bestand. Die Verbindungen zwischen Fahrrad und Trailer brechen und die Befestigungsschrauben lösten sich alle 5 km.[30][31]
- 2010 mussten rund 11.000 E-Bikes wegen der Gefahr eines Rahmenbruches zurückgerufen werden.[32]
- 2015 musste die gesamte Bulls-Green-Mover-Serie wegen fehlerhafter Software in Werkstätten zum Softwareupdate gerufen werden.[33]
- 2019 rief die ZEG Räder von Hercules und Kettler aufgrund von defekten Gabeln bei Tests des ADAC zurück.[34]
- 2023 rief man alle Tiefeinsteiger-Modelle (auch Wave oder Deep genannt) der Marke ZEMO zwischen 2014 und 2019 wegen Rahmenrissen zurück.[35]

Durch eine eigens für Mitglieder ausgegebene Warenwirtschaft-Software kann die ZEG dem Kunden auf den Websites der angeschlossenen Händler anzeigen, bei welchem Partner das gesuchte Fahrrad verfügbar ist. Der Kunde kann sich das gewünschte Fahrrad oder E-Bike zum Händler seiner Wahl oder nach Hause liefern lassen.
Die ZEG bietet ihren Mitgliedern Händlerschulungen in diversen Bereichen an. Diese finden in der ZEG-Zentrale in Köln statt.

### Bußgeld wegen vertikaler Preisbindung
Im Januar 2019 verhängte das Bundeskartellamt wegen vertikaler Preisbindung mit 47 Fahrradeinzelhändlern ein Bußgeld in Höhe von 13,4 Mio. Euro gegen die ZEG, weil sie den Preiswettbewerb zum Nachteil von Endverbrauchern stark behindert hatte.
Die ZEG hatte diese Händler verpflichtet, Mindestverkaufspreise von saisonaktuellen Rädern nicht zu unterschreiten.